# سن روفینو، کاچیانا ترمه لاری
سن روفینو (به ایتالیایی: San Ruffino) یک منطقهٔ مسکونی در ایتالیا است که در Casciana Terme Lari واقع شده‌است. سن روفینو ۷۲ نفر جمعیت دارد و ۹۰ متر بالاتر از سطح دریا واقع شده‌است.